# Tony Asher
Tony Asher (* 2. května 1939 Londýn) je americký textař, narozený ve Spojeném království. Předtím, než se setkal s Brianem Wilsonem, pracoval na reklamních jinglech. Koncem roku 1965 začal s Wilsonem pracovat na desce Pet Sounds, která následujícího roku vyšla jako album skupiny The Beach Boys. Na albu se nachází osm Asherových textů, a to včetně písně jako „Wouldn't It Be Nice“, „God Only Knows“ a „I Just Wasn't Made for These Times“. V pozdějších letech pracoval například s Rogerem Nicholsem a Johnem Bahlerem.